# 엔히크 아드리아누 부스
엔히크 아드리아누 부스(포르투갈어: Henrique Adriano Buss, 1986년 10월 24일 ~ )는 브라질의 축구 선수이다. 스페인 프리메라리가 FC 바르셀로나에 2008년 6월 입단했으나 즉시 바이어 레버쿠젠으로 임대되었다. 현재는 브라질의 프로 축구팀 코리치바 FC에서 수비수로 뛰고 있다.